# MAC 1934
MAC 1934 — французский авиационный пулемёт, разработанный в 1934 году специалистами государственного арсенала в Шательро (фр. Manufacture d'armes de Châtellerault) на смену пулемёту Дарн. Конструктивно представляет собой развитие пулемёта Reibel, выпущенного тем же арсеналом в 1931 году.

## Варианты
- MAC 34 T (tourelle) — Турельный, боепитание отъёмными магазинами на 100 патронов
- MAC 34 A (aile) — Крыльевой (неподвижная установка в крыле самолёта), боепитание от дисковых магазинов на 300 или 500 патронов.

В 1939 году разработан вариант с системой боепитания пулемётными лентами — MAC 1934 M39.
Все варианты в виду особенностей конструкции не могли быть использованы в качестве синхронных пулемётов.

## Боевое применение
Вторая мировая война показала, что авиационные пулемёты винтовочных калибров не способны эффективно бороться с современными им на тот момент самолётами ввиду возросшей живучести последних. Французские оружейники планировали увеличить эффективность MAC 1934 путём увеличения калибра до 11 мм, однако капитуляция Франции прервала этот проект.
 Франция
- Amiot 143
- Amiot A.350
- Arsenal VG-33
- Breguet Br.690
- Bloch MB.131
- Bloch MB.150 (MAC 34 M39)
- Bloch MB.170
- Dewoitine D.520 (MAC 34 M39)
- LeO 451 (MAC 34 M39)
- Morane-Saulnier MS.406
- Potez P.63

После Второй мировой войны MAC 1934 использовался французскими ВВС в Алжире, он устанавливался на самолёты Morane-Saulnier MS.500.